# Kreuzzug des Weibes

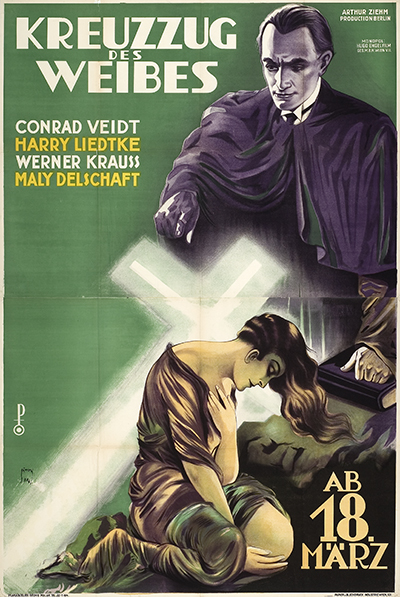
Affiche du film

Kreuzzug des Weibes est un film allemand muet réalisé par Martin Berger et sorti en 1926.

## Synopsis
L'histoire d'une jeune fille riche enceinte est comparée à celle d'une jeune fille pauvre dans la même situation, alors qu'elles sont toutes les deux confrontées au drame de l'avortement.

## Fiche technique
- Titre : Kreuzzug des Weibes
- Titre anglais : The Woman's Crusade
- Réalisation : Martin Berger
- Scénario : Martin Berger, Dosio Koffler
- Producteur : Arthur Ziehm
- Directeur artistique : Robert A. Dietrich (en)
- Photographie : Sophus Wangøe, A. O. Weitzenberg[3]
- Musique : Friedrich Hollaender
- Pays de production : Allemagne  République de Weimar
- Société de production : Arthur Ziehm Film
- Durée : 59 minutes[4]
- Date de sortie : 1er octobre 1926

## Distribution
- Conrad Veidt : le Conseiller d'État
- Maly Delschaft : le professeur
- Harry Liedtke : le docteur
- Werner Krauss : l'idiot
- Ernst Hofmann : l'homme moderne
- Andja Zimowa : la femme moderne
- Fritz Alberti : le travailleur
- Gertrud Arnold (de) : la travailleuse
- Simone Vaudry: la fille
- Aribert Wäscher : le médecin de famille
- Hedwig Wangel
- Philipp Manning : le détective
- Iwa Wanja : la servante